# Zumbro Falls
Zumbro Falls est une municipalité américaine située dans le comté de Wabasha au Minnesota. Selon le recensement de 2010, Zumbro Falls compte 207 habitants.

## Géographie
Selon le Bureau du recensement des États-Unis, la municipalité s'étend en 2010 sur une superficie de 0,61 milles carrés (1,58 km2), dont 0,03 milles carrés (0,08 km2) d'étendues d'eau. Elle est arrosée par la rivière Zumbro.

## Histoire
La localité est fondée en 1855 par les frères Tibbett, qui exploitent un ferry sur la rivière Zumbro. Un bourg se développe au sud de la rivière ; il est desservi par le train à partir de 1877. Zumbro Falls devient une municipalité le 28 février 1898.
Le village doit son nom, qui signifie « les chutes de la Zumbro », à la rivière homonyme et à une minoterie et son barrage, construits en 1866 et provoquant de petites chutes d'eau. Zumbro est un dérivé de « Rivière des Embarras », nom donné à la rivière par des explorateurs français en raison des bois flottants qui l'encombraient.
En 2010, la municipalité est en grande partie détruite par d'importantes inondations.
Zumbro Falls et ses environs comptent deux ponts en arc habillés de pierres inscrits au Registre national des lieux historiques : le pont de Zumbro Parkway, construit en 1937 au sud du village sur la Zumbro, et le pont no 5827 construit en 1938 sur le territoire municipal.

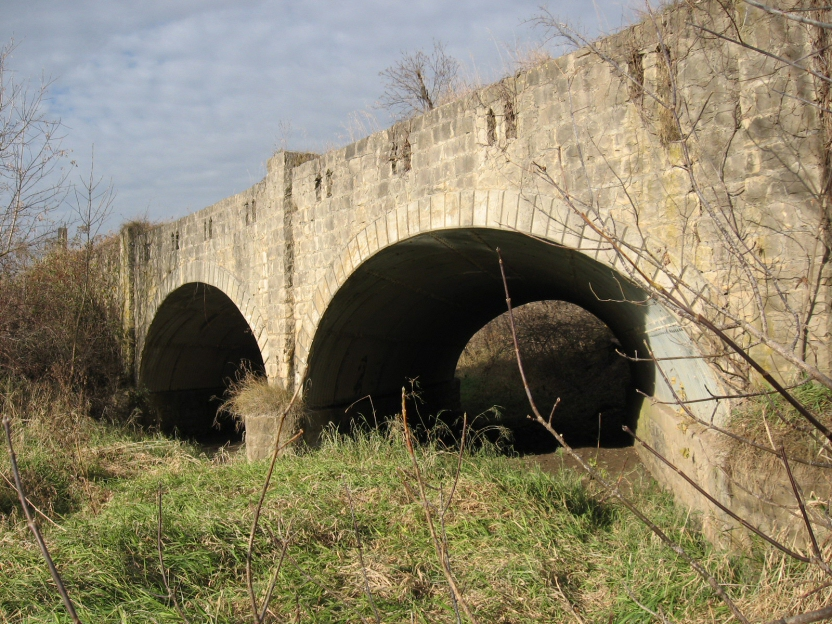
Le pont de Zumbro Parkway.
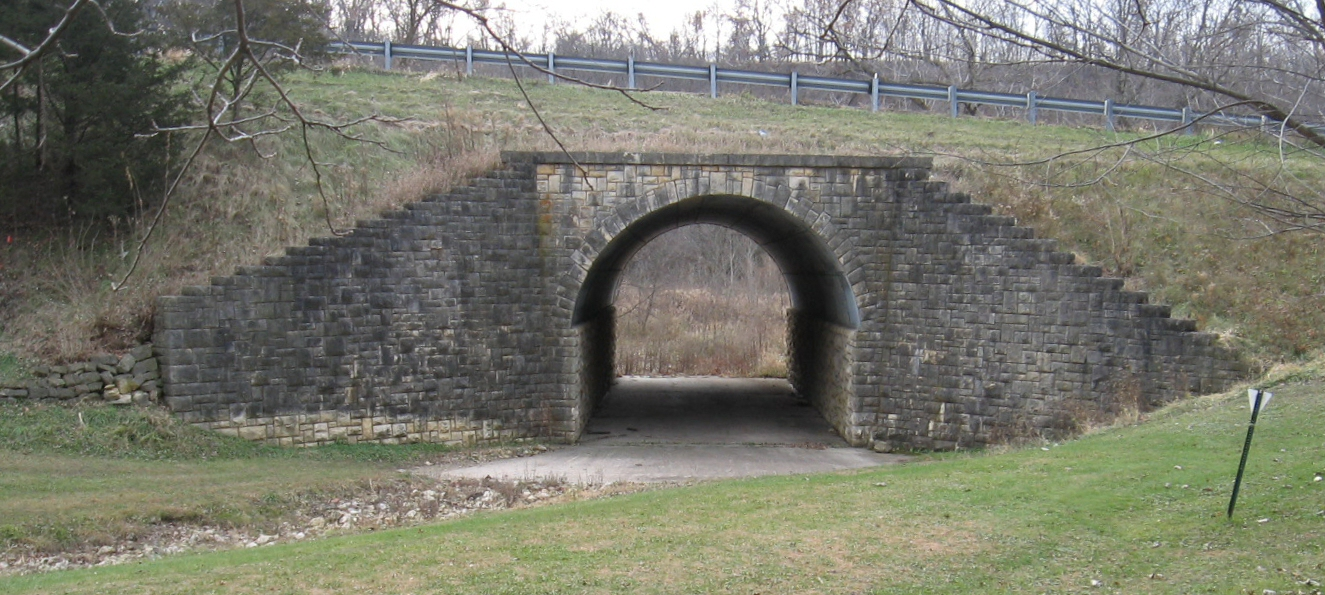
Le pont no 5827.